# Perú en la clasificación de Conmebol para la Copa Mundial de Fútbol de 1998
La Selección de fútbol del Perú fue una de las nueve selecciones de fútbol que participaron en la clasificación de Conmebol para la Copa Mundial de Fútbol de 1998, en la que se definieron los representantes de Conmebol para la Copa Mundial de Fútbol de 1998, que se desarrolló en Francia.

## Sistema de juego
Para la Copa Mundial de Fútbol de 1998, la Conmebol contó con cuatro cupos directos en su fase clasificatoria, puesto que Brasil ganó el derecho de jugar el Mundial en su condición de campeón vigente.
A diferencia de los procesos clasificatorios anteriores los cuales estaban divididos por fase de grupos, por primera vez y hasta el día de hoy la eliminatoria sudamericana estuvo compuesta por un torneo de todos contra todos entre las nueve escuadras miembros de la Conmebol a excepción de la selección de Brasil dado que ésta estaba clasificada automáticamente por ser el campeón defensor del mundial pasado.

## Historia
Las selecciones de Argentina, Paraguay, Colombia y Chile clasificaron directamente para el máximo torneo internacional. Por otro lado fue la peor campaña de eliminatoria para Venezuela que no ganó ningún partido consiguiendo tan solo 3 puntos producto de tres empates y 13 derrotas.

## Tabla final de posiciones
| Equipo    | Pts | PJ | PG | PE | PP | GF | GC | Dif |
| --------- | --- | -- | -- | -- | -- | -- | -- | --- |
| Argentina | 30  | 16 | 8  | 6  | 2  | 23 | 13 | 10  |
| Paraguay  | 29  | 16 | 9  | 2  | 5  | 21 | 14 | 7   |
| Colombia  | 28  | 16 | 8  | 4  | 4  | 23 | 15 | 8   |
| Chile     | 25  | 16 | 7  | 4  | 5  | 32 | 18 | 14  |
| Perú      | 25  | 16 | 7  | 4  | 5  | 19 | 20 | –1  |
| Ecuador   | 21  | 16 | 6  | 3  | 7  | 22 | 21 | 1   |
| Uruguay   | 21  | 16 | 6  | 3  | 7  | 18 | 21 | –3  |
| Bolivia   | 17  | 16 | 4  | 5  | 7  | 18 | 21 | –3  |
| Venezuela | 3   | 16 | 0  | 3  | 13 | 8  | 41 | –33 |

### Evolución de posiciones
| País/Fecha | 1  | 2  | 3  | 4  | 5  | 6  | 7  | 8  | 9  | 10 | 11 | 12 | 13 | 14 | 15 | 16 | 17 | 18 |
| ---------- | -- | -- | -- | -- | -- | -- | -- | -- | -- | -- | -- | -- | -- | -- | -- | -- | -- | -- |
| Perú       | 9° | 8° | 8° | 8° | 8° | 6° | 8° | 7° | 8° | 7° | 6° | 8° | 5° | 6° | 5° | 4° | 5° | 5° |

### Puntos obtenidos contra cada selección durante las eliminatorias
La siguiente es una tabla detallada de los 25 puntos obtenidos contra cada una de las 8 selecciones que enfrentó la Selección peruana durante las eliminatorias. 
| VS        | Bandera de Argentina | Bandera de Bolivia | Bandera de Chile | Bandera de Colombia | Bandera de Ecuador | Bandera de Paraguay | Bandera de Uruguay | Bandera de Venezuela | Total |
| --------- | -------------------- | ------------------ | ---------------- | ------------------- | ------------------ | ------------------- | ------------------ | -------------------- | ----- |
| Local     | 1                    | 3                  | 3                | 1                   | 1                  | 3                   | 3                  | 3                    | 18    |
| Visitante | 0                    | 1                  | 0                | 3                   | 0                  | 0                   | 0                  | 3                    | 7     |
| Total     | 1                    | 4                  | 3                | 4                   | 1                  | 3                   | 3                  | 6                    | 25    |

## Partidos

#### Primera vuelta
| 24 de abril de 1996 | Ecuador                                     | 4:1 (0:0) | Perú         | Estadio Isidro Romero Carbo, Guayaquil                  |                                                         |
|                     | Hurtado 54', 88' · Tenorio 65' · Gavica 78' | Reporte   | Palacios 62' | Asistencia: 60 000 espectadores Árbitro(s): Julio Matto | Asistencia: 60 000 espectadores Árbitro(s): Julio Matto |

| 2 de junio de 1996 | Perú        | 1:1 (0:0) | Colombia        | Estadio Nacional, Lima                                    |                                                           |
|                    | Reynoso 47' | Reporte   | Aristizábal 60' | Asistencia: 43 345 espectadores Árbitro(s): Alfredo Rodas | Asistencia: 43 345 espectadores Árbitro(s): Alfredo Rodas |

| 7 de julio de 1996 | Perú | 0:0     | Argentina | Estadio Nacional, Lima                                      |                                                             |
|                    |      | Reporte |           | Asistencia: 43 675 espectadores Árbitro(s): Wilson de Souza | Asistencia: 43 675 espectadores Árbitro(s): Wilson de Souza |

| 1 de septiembre de 1996 | Bolivia | 0:0     | Perú | Estadio Hernando Siles, La Paz                              |                                                             |
|                         |         | Reporte |      | Asistencia: 48 304 espectadores Árbitro(s): Óscar Velásquez | Asistencia: 48 304 espectadores Árbitro(s): Óscar Velásquez |

| 10 de noviembre de 1996 | Perú                                           | 4:1 (2:0) | Venezuela | Estadio Nacional, Lima                                  |                                                         |
|                         | Reynoso 4' · «Julinho» 21' · Palacios 49', 83' | Reporte   | Díaz 78'  | Asistencia: 31 036 espectadores Árbitro(s): René Ortubé | Asistencia: 31 036 espectadores Árbitro(s): René Ortubé |

| 15 de diciembre de 1996 | Uruguay                     | 2:0 (2:0) | Perú | Estadio Centenario, Montevideo                           |                                                          |
|                         | Montero 2' · Bengoechea 38' | Reporte   |      | Asistencia: 42 630 espectadores Árbitro(s): Felipe Russi | Asistencia: 42 630 espectadores Árbitro(s): Felipe Russi |

| 12 de enero de 1997 | Perú                       | 2:1 (2:0) | Chile        | Estadio Nacional, Lima                                   |                                                          |
|                     | Maestri 15' · Palacios 34' | Reporte   | Zamorano 88' | Asistencia: 35 373 espectadores Árbitro(s): José Da Rosa | Asistencia: 35 373 espectadores Árbitro(s): José Da Rosa |

| 12 de febrero de 1997 | Paraguay                 | 2:1 (2:1) | Perú       | Estadio Defensores del Chaco, Asunción                    |                                                           |
|                       | Rivarola 12' · Rojas 40' | Reporte   | Pereda 33' | Asistencia: 32 000 espectadores Árbitro(s): Mario Sánchez | Asistencia: 32 000 espectadores Árbitro(s): Mario Sánchez |

#### Segunda vuelta
| 2 de abril de 1997 | Perú         | 1:1 (0:0) | Ecuador             | Estadio Nacional, Lima                                |                                                       |
|                    | Palacios 58' | Reporte   | Aguinaga 78' (pen.) | Asistencia: 42 299 espectadores Árbitro(s): John Toro | Asistencia: 42 299 espectadores Árbitro(s): John Toro |

| 30 de abril de 1997 | Colombia | 0:1 (0:0) | Perú       | Estadio Roberto Meléndez, Barranquilla                     |                                                            |
|                     |          | Reporte   | Pereda 62' | Asistencia: 22 172 espectadores Árbitro(s): Márcio Rezende | Asistencia: 22 172 espectadores Árbitro(s): Márcio Rezende |

| 8 de junio de 1997 | Argentina                | 2:0 (1:0) | Perú | Estadio Antonio Vespucio Liberti, Buenos Aires               |                                                              |
|                    | Crespo 44' · Simeone 46' | Reporte   |      | Asistencia: 56 069 espectadores Árbitro(s): Cláudio Vinícius | Asistencia: 56 069 espectadores Árbitro(s): Cláudio Vinícius |

| 6 de julio de 1997 | Perú                | 2:1 (1:0) | Bolivia       | Estadio Nacional, Lima                                      |                                                             |
|                    | Carty 9' · Soto 53' | Reporte   | Cristaldo 56' | Asistencia: 31 489 espectadores Árbitro(s): Wilson de Souza | Asistencia: 31 489 espectadores Árbitro(s): Wilson de Souza |

| 20 de agosto de 1997 | Venezuela | 0:3 (0:1) | Perú                                      | Estadio Agustín Tovar, Barinas                                |                                                               |
|                      |           | Reporte   | Marengo 14' · «Julinho» 56' · Maestri 82' | Asistencia: 10 000 espectadores Árbitro(s): Peter Prendergast | Asistencia: 10 000 espectadores Árbitro(s): Peter Prendergast |

| 10 de septiembre de 1997 | Perú                     | 2:1 (0:1) | Uruguay    | Estadio Nacional, Lima                                     |                                                            |
|                          | Palacios 57' · Carty 60' | Reporte   | Recoba 44' | Asistencia: 34 721 espectadores Árbitro(s): Esse Baharmast | Asistencia: 34 721 espectadores Árbitro(s): Esse Baharmast |

| 12 de octubre de 1997 | Chile                           | 4:0 (1:0) | Perú | Estadio Nacional, Santiago                                 |                                                            |
|                       | Salas 14', 83', 88' · Reyes 59' | Reporte   |      | Asistencia: 74 219 espectadores Árbitro(s): Márcio Rezende | Asistencia: 74 219 espectadores Árbitro(s): Márcio Rezende |

| 16 de noviembre de 1997 | Perú     | 1:0 (1:0) | Paraguay | Estadio Nacional, Lima                                     |                                                            |
|                         | Soto 37' | Reporte   |          | Asistencia: 30 000 espectadores Árbitro(s): Dacildo Mourão | Asistencia: 30 000 espectadores Árbitro(s): Dacildo Mourão |

## Jugadores convocados
Listado de jugadores que participaron en las eliminatorias para la Copa Mundial 1998:
| Nombre              | Posición      | Club                      |
| ------------------- | ------------- | ------------------------- |
| Julio Balerio       | Portero       | Sporting Cristal          |
| Miguel Miranda      | Portero       | Deportivo Municipal       |
| Francisco Pizarro   | Portero       | Alianza Lima              |
| Carlos Silvestri    | Portero       | Melgar                    |
| Álvaro Barco        | Defensa       | Universitario de Deportes |
| Luis Guadalupe      | Defensa       | Universitario de Deportes |
| Alfonso Dulanto     | Defensa       | APOEL Nicosia             |
| Martín Hidalgo      | Defensa       | Las Palmas                |
| Guillermo Salas     | Defensa       | Pesquero                  |
| Manuel Marengo      | Defensa       | Sporting Cristal          |
| Percy Olivares      | Defensa       | PAOK Salónica FC          |
| José Pereda         | Defensa       | Universitario de Deportes |
| Miguel Rebosio      | Defensa       | Sporting Cristal          |
| Juan Reynoso        | Defensa       | Cruz Azul                 |
| Jorge Soto          | Defensa       | Sporting Cristal          |
| José Soto           | Defensa       | Puebla                    |
| Juan Carlos Bazalar | Mediocampista | Veria F. C.               |
| Eddy Carazas        | Mediocampista | Tigres UANL               |
| José Carranza       | Mediocampista | Universitario de Deportes |
| José del Solar      | Mediocampista | Valencia                  |
| Jean Ferrari        | Mediocampista | Jorge Newbery             |
| Juan Jayo           | Mediocampista | Alianza Lima              |
| Alex Magallanes     | Mediocampista | Dundee United             |
| Paolo Maldonado     | Mediocampista | Skoda Xanthi              |
| Julio Rivera        | Mediocampista | Sporting Cristal          |
| Jorge Ramírez       | Mediocampista | Tampico Madero            |
| Roger Serrano       | Mediocampista | Sporting Cristal          |
| Nolberto Solano     | Mediocampista | Boca Juniors              |
| Pablo Zegarra       | Mediocampista | U. D. Salamanca           |
| Waldir Sáenz        | Delantero     | Alianza Lima              |
| Germán Carty        | Delantero     | Irapuato                  |
| Paul Cominges       | Delantero     | P. A. O. K. Salónica      |
| Roberto Farfán      | Delantero     | Universitario de Deportes |
| Andrés Gonzales     | Delantero     | Vanguard Huandao          |
| Julinho             | Delantero     | Sporting Cristal          |
| Flavio Maestri      | Delantero     | Hércules                  |
| Roberto Palacios    | Delantero     | Tecos de la UAG           |

## Estadísticas

### Goleadores
| Jugador          | Goles |
| Roberto Palacios | 6     |
| ---------------- | ----- |
| Germán Carty     | 2     |
| Julinho          | 2     |
| José Pereda      | 2     |
| Jorge Soto       | 2     |
| Juan Reynoso     | 2     |
| Flavio Maestri   | 2     |
| Manuel Marengo   | 1     |
| Total            | 19    |